# Jo Swerling
Jo Swerling (Berdítxiv, 8 d'abril de 1897 - Los Angeles, 23 d'octubre de 1964) va ser un dramaturg, lletrista i guionista estatunidenc.
Nascut com Joseph Swerling va ser un dels nombrosos refugiats jueus del règim tsarista. Va créixer al Lower East Side de la ciutat de Nova York, on va vendre diaris per ajudar a mantenir la seva família. Va treballar com a articulista de diaris i revistes a principis dels anys vint. Va escriure "The Cinderella Girls" dels germans Marx, que va ser un fracàs, i també va escriure la seva primera pel·lícula, el curtmetratge de comèdia muda inèdit Humor Risk (1921). Va obtenir un gran èxit amb el llibre i la lletra de la revista musical The New Yorkers (1927) i l'obra The Kibitzer (1929), aquesta darrera coescrita amb l'actor Edward G. Robinson.
Swerling va ser portat a Hollywood pel cap de Columbia Pictures, Harry Cohn, per treballar en el guió de Ladies of Leisure de Frank Capra (1930), la primera de diverses col·laboracions amb el director. Les seves desenes de guions als anys 30 i 40 inclouen Platinum Blonde , Behind the Mask, Once to Every Woman, The Pride of the Yankees (pel qual va rebre una nominació a l'Oscar), Lifeboat, Leave Her to Heaven i It's a Wonderful Life. També va proporcionar alguns escrits no acreditats per a Gone with the Wind.
Swerling va tornar a Broadway el 1950 per escriure el llibret de Guys and Dolls. El llibret va rebre una reescriptura exhaustiva d'Abraham "Abe" Burrows, tot i que les cançons havien estat escrites tenint en compte el llibret de Swerling, i els dos escriptors van ser acreditats. El llibret guanyaria el premi Tony de 1951 i el premi del New York Drama Critics' Circle.
Swerling va ser el pare de Peter Swerling, el principal teòric mundial del radar de la segona meitat del segle xx, i de Jo Swerling Jr., productor de sèries de televisió com Alias Smith and Jones, The Rockford Files , Baretta, The Greatest American Hero , The A-Team i Profit. Swerling tenia un apartament al barri del Golf Club Estates de Palm Springs, Califòrnia.

## Filmografia parcial

### Com a guionista
- Humor Risk (curt, 1921)
- Miss Nobody (1926)
- Around the Corner (1930)
- Sisters (1930)
- Hell's Island (1930)
- Ladies Must Play (1930)
- Rain or Shine (1930)
- The Squealer (1930)
- Ladies of Leisure (1930)
- Madonna of the Streets (1930)
- Dirigible (1931)
- The Miracle Woman (1931)
- Last Parade (1931)
- Ten Cents a Dance (1931)
- Carne de cabaret (1931)
- The Good Bad Girl (1931)
- The Deceiver (1931)
- Platinum Blonde (1931)
- Forbidden (1932)
- Shopworn (1932)
- Hollywood Speaks (1932)
- War Correspondent (1932)
- Washington Merry-Go-Round (1932)
- Man Against Woman (1932)
- Behind the Mask (1932)
- Love Affair (1932)
- Attorney for the Defense (1932)
- As the Devil Commands (1932)
- The Circus Queen Murder (1933)
- Below the Sea (1933)
- As the Devil Commands (1933)
- The Wrecker (1933)
- East of Fifth Avenue (1933)
- Man's Castle (1933)
- The Woman I Stole (1933)
- No Greater Glory (1934)
- Sisters Under the Skin (1934)
- The Defense Rests (1934)
- Lady by Choice (1934)
- Once to Every Woman (1934)
- Love Me Forever (1935)
- The Whole Town's Talking (1935)
- The Music Goes 'Round (1936)
- Pennies from Heaven (1936)
- Double Wedding (1937)
- Dr. Rhythm (1938)
- I Am the Law (1938)
- El llaç sagrat (Made for Each Other) (1939)
- La jungla en armes (The Real Glory) (1939)
- Allò que el vent s'endugué (Gone with the Wind) (1939) (no acreditat)
- El foraster (The Westerner) (1940)
- Blood and Sand (1941)
- Confirm or Deny (1941)
- L'orgull dels ianquis (The Pride of the Yankees) (1942)
- Crash Dive (1943)
- A Lady Takes a Chance (1943)
- El bot salvavides (Lifeboat) (1944)
- Que el cel la jutgi (Leave Her to Heaven) (1945)
- Que bonic que és viure (It's a Wonderful Life) (1946) (no acreditat)
- Thunder in the East (1952)
- Ells i elles (Guys and Dolls) (1955)
- The Big Bankroll (1961)
- King of the Roaring Twenties (1961)

### Altres
- Melody Lane (1929) (obra de teatre)
- New York Town (1941) (història)